# Charlotte Rohlin
Charlotte Rohlin (Linköping, 2 de dezembro de 1980) é uma ex-futebolista sueca, que atuava como defesa.

## Carreira
Karolina Westberg fez parte do elenco da Seleção Sueca de Futebol Feminino, nas Olimpíadas de 2008.
Jogou apenas pelo Linköpings FC e em 11 de outubro de 2015 foi sua última partida como profissional.

## Títulos
- Campeonato Sueco de Futebol Feminino – 2009
- Supercopa da Suécia de Futebol Feminino – 2010